# Мерке (село)
Мерке́ (каз. Меркі) — село, центр Меркенського району Жамбильської області Казахстану. Адміністративний центр Меркенського сільського округу.
Населення — 17133 особи (2021; 13467 у 2009, 12882 у 1999, 16726 у 1989).